# 11. juni
11. juni er dag 162 i året i den gregorianske kalender (dag 163 i skudår). Der er 203 dage tilbage af året.
Barnabas dag. Barnabas er tæt knyttet til Paulus og deltager i flere af hans rejser. Han bliver siden fanget og dræbt på Cypern. Dagen kaldes også Fandens fødselsdag ligesom den 11. december.

### Begivenheder
Født - Dødsfald
- 1509 - Henrik 8. af England gifter sig med Katharina af Aragonien - den første af i alt 6 hustruer.
- 1535 - Under Grevens Fejde besejrer feltherren Johan Rantzau, på vegne af Christian 3., Christian 2.s hær, ledet af grev Johan Hoya, ved Slaget ved Øksnebjerg, som sammen med den senere sejr i Søslaget i Svendborgsund vender Grevens fejde til Christian 3.s fordel.
- 1656 - Dagen fastsættes som 1. terminsdag. Dagen bliver derfor også kaldt for Fandens fødselsdag.
- 1866 - Danmarks første brugsforening oprettes i Thisted.
- 1914 - På en køretur gennem Westminster, London udsættes kong George for et attentat af to suffragetter. Kongen såres let.
- 1942 - USA og Sovjetunionen indgår en "låne- og lejeaftale", der skal styrke den sovjetiske indsats mod Tyskland.
- 1943 - Himmler beordrer alle jødiske ghettoer i Polen ødelagt.
- 1948 - Rutebåden Kjøbenhavn påsejler en mine på vej fra København til Ålborg og synker. 48 mennesker omkommer.
- 1955 - 84 mennesker omkommer og over 100 såres ved en kollision i 24-timers racerløbet i Le Mans.
- 1963 - Den buddhistiske munk Thich Quang Duc brænder sig selv til døde midt i Saigon for at protestere mod den manglende religionsfrihed i Sydvietnam.
- 1972 - Piet Hein udnævnes til æresdoktor ved Yale.
- 1972   - Libyen indrømmer at have hjulpet IRA i Ulster.
- 1975 - Folketinget vedtager køb af 48 F-16 fly.
- 1976 - Danmarks første café, Café Sommersko, åbner i Kronprinsensgade, København.
- 1977 - Hollandske marinesoldater stormer et jernbanetog, som blev kapret af molukkanske terrorister den 23. maj. To gidsler og 6 terrorister omkommer. 49 gidsler befries.
- 1978 - Den amerikanske mormonkirke meddeler, at den har modtaget en åbenbaring, som ophæver 150 års forbud mod farvede medlemmer.
- 1987 - Det engelske konservative parti vinder sit 3. valg i række, og Margaret Thatcher fortsætter som premierminister.
- 1994 - Den engelske fodboldspiller Bobby Charlton slås til ridder.
- 1995 - The Rolling Stones giver koncert i Parken for 47.000 tilskuere.
- 2001 - Timothy McVeigh, der ved Oklahoma City-bombningen dræbte 168 personer med en bilbombe i Oklahoma City, henrettes ved giftinjektion.
- 2002 - Ved VM i fodbold i Sydkorea slår Danmark de franske europa- og verdensmestre 2-0 og sender dermed disse ud af turneringen efter den indledende runde.
- 2011 - U-21 Europamesterskabet i fodbold begynder i Danmark, med Aalborg, Aarhus, Herning og Viborg som værtsbyer.

### Født
- 1776 - John Constable, engelsk maler (død 1837).
- 1842 - Carl von Linde, tysk ingeniør (død 1934).
- 1847 - Millicent Garrett Fawcett, engelsk forfatter og kvinderetsforkæmper (død 1929).
- 1864 - Richard Strauss, tysk komponist og dirigent (død 1949).
- 1867 - Marie Triepcke Krøyer Alfvén, dansk maler (død 1940).
- 1896 - Julius Bomholt, dansk politiker og folketingsformand (død 1969).
- 1910 - Jacques-Yves Cousteau, fransk flådeofficer og oceanograf (død 1997).
- 1913 - Risë Stevens, amerikansk mezzosopran (død 2013).
- 1919 - Richard Todd, irsk-engelsk skuespiller (død 2009).
- 1921 - Ib Spang Olsen, dansk tegner og forfatter (død 2012).
- 1925 - William Styron, amerikansk forfatter (død 2006).
- 1926 - Erhard Köster, tysk skuespiller (død 2007).
- 1934 - Henrik, franskfødt dansk prinsgemal. (død 2018).
- 1935 - Gene Wilder, amerikansk skuespiller.
- 1939 - Jackie Stewart, skotsk racerkører.
- 1943 - Hans Peter Jensen, dansk kemiker og rektor for Danmarks Tekniske Universitet 1986−2001.
- 1944 - Stig Husted-Andersen, dansk erhvervsmand og rigmand (død 2008).
- 1950 - Bjarne Stroustrup, dansk datalog.
- 1952 - Anne Birgitte Lundholt, dansk erhvervsleder og tidligere minister.
- 1959 - Ina-Miriam Rosenbaum, dansk skuespiller og instruktør.
- 1959 - Hugh Laurie, engelsk skuespiller.
- 1975 - Tonje Kjærgaard, håndboldspiller.
- 1983 - Abdel Aziz Mahmoud, dansk journalist og tv-vært.
- 1986 - Shia LaBeouf, skuespiller og komiker.

### Dødsfald
- 1488 - Jakob 3., skotsk konge (født 1451 el. 1452).
- 1727 - George 1., britisk konge (født 1660).
- 1859 - Fyrst Metternich, østrigsk statsmand (født 1773).
- 1903 - Alexander 1., serbisk konge (født 1876).
- 1910 - Isak Glückstadt, dansk bankdirektør (født 1839).
- 1934 - Lev Vygotskij, russisk psykolog (født 1896).
- 1937 - Agnes Slott-Møller, dansk maler (født 1862).
- 1970 - Aleksandr Kerenskij, russisk ministerpræsident (født 1881).
- 1973 - Charlotte Ernst, dansk skuespiller (født 1939).
- 1979 - John Wayne, amerikansk skuespiller (født 1907).
- 1985 - Steen Lundahl Engelholt, dansk jazzmusiker (født 1940).
- 2001 - Marianne Kjærulff-Schmidt, dansk skuespiller (født 1942).
- 2007 - Gertrud Spliid, dansk operasanger (født 1941).
- 2011 - Eliyahu M. Goldratt, israelsk fysiker (født 1947).
- 2014 - Rafael Frühbeck de Burgos, spansk dirigent (født 1933).
- 2015 - Ornette Coleman, amerikansk jazzsaxofonist (født 1930).
- 2016 - Christina Grimmie, amerikansk sanger og pianist (født 1994).
- 2023 - Leo Tandrup, dansk historiker og kunsthistoriker (født 1935).

|  | Denne datoartikel kan blive bedre, hvis der indsættes et (bedre) billede Du kan hjælpe ved at afsøge Wikimedia Commons for et passende billede eller uploade et godt billede til Wikimedia Commons iht. de tilladte licenser og indsætte det i artiklen. |